# 奥尔良方言
奥尔良方言是奥依语的一种方言。
奥尔良方言的使用地域覆盖3个省：卢瓦-谢尔省、卢瓦雷省和厄尔-卢瓦省。它与贝里方言等方言构成了法语下的一支主要方言之一。